# ロリヰタ。
『ロリヰタ。』(Lolita.) は、嶽本野ばらが『新潮』2003年10月号で発表した小説である。

## あらすじ
ロリータのカリスマと呼ばれる作家の「僕」は、たまたま手伝った撮影現場でモデルの「君」と出会った。メールアドレスを交換した「僕」と「君」は頻繁にメールをしあい、やがてホテルで会うようになったが、あくまで友達という関係であった。しかし、写真週刊誌に「君」とホテルから出てくる様子がスクープされた時、「僕」は20歳くらいだろうと思っていた「君」が実際には9歳の小学4年生であることを知った。また、それと同時に「君」を好きになっていたことにも気がついた。しかしそれは社会的に許されるはずのない恋だった。

## 登場人物
- 僕

ロリータのカリスマと呼ばれる作家。「君」からは「王子たま」と呼ばれる。「君」の言動に違和感を持ちながらも、写真週刊誌の報道があるまで「君」が9歳であることに気がつかなかった。
- 君

モデル。カナダ人のクオーターで手足が長く、外見も20歳ほどに見えるが、実際には9歳の小学4年生である。「僕」とは撮影現場で出会った。

## 概要
「僕」と「君」の間で行き来するメールを文中に携帯電話の画面を挿絵として挿入する形で表現するという前衛的な手法を用いたこの作品は、2004年の三島由紀夫賞候補となった。嶽本の作品が三島由紀夫賞候補となるのは2003年の『エミリー』に続いて2年連続、2度目であったが、どちらも受賞にはいたっていない。

## 作品における謎
この作品には謎がある。それは主人公でロリータのカリスマと呼ばれる作家の「僕」とは、乙女のカリスマ嶽本野ばら自身のことではないかというもので、実際に作中で「僕」の処女小説集として挙げられる『ミシン』と、嶽本のデビュー作『ミシン』(ISBN 4093860629) にタイトルの一致がみられたこともあり、「フィクションかノンフィクションか」という論争を呼んだ。また、中には、『ロリヰタ。』の「ヰタ」は、森鷗外が自身の性的経験を書いた作品『ヰタ・セクスアリス』の「ヰタ」と重ねたものではないかという者も現れた。しかし、性的な意味と区別するために「ロリータ」を「ロリヰタ」と書くことは、嶽本のようなロリータ・ファッションの愛好者の中では珍しいことではないため真相は不明である。

## 収録作品
- 『ハネ』

## ISBN
- 『ロリヰタ。』新潮社 (上製本);ISBN 9784104660018
- 『ロリヰタ。』新潮文庫 (文庫本),ISBN 9784101310718